# Bình Dương (Quảng Nam)
Bình Dương is een xã in het district Thăng Bình, een van de districten in de Vietnamese provincie Quảng Nam. Bình Dương heeft ruim 7300 inwoners op een oppervlakte van 20,5 km².

## Geografie en topografie
Bình Dương ligt in het noorden van de huyện Thăng Bình. In het noorden grenst het aan de huyện Duy Xuyên. De aangrenzende xã's in Duy Xuyên zijn Duy Nghĩa en Duy Hải. Bình Dương ligt op de oostelijke oever van de Trường Giang. Op de westelijke oever ligt Bình Giang. Ten zuiden van Bình Dương liggen Bình Đào en Bình Minh. Ten oosten van Bình Dương ligt de Zuid-Chinese Zee.